# Église Saint-Maurice d'Anglars
L'église Saint-Maurice d'Anglars est une église située en France sur la commune de Bertholène, dans le département de l'Aveyron en région Occitanie.

## Localisation
L'église est située sur la commune de Bertholène, dans le département français de l'Aveyron.

## Historique
Les étapes initiales de construction de l'édifice s'étalent du 13e siècle au 16e siècle [1].

## Description
L'église est composée d'une seule nef, incluant trois travées et une travée de chœur [1].

## Protection
L'église Saint-Maurice fait l'objet d'une inscription au titre des monuments historiques depuis le 26 mai 1944.